# Királyok völgye 27

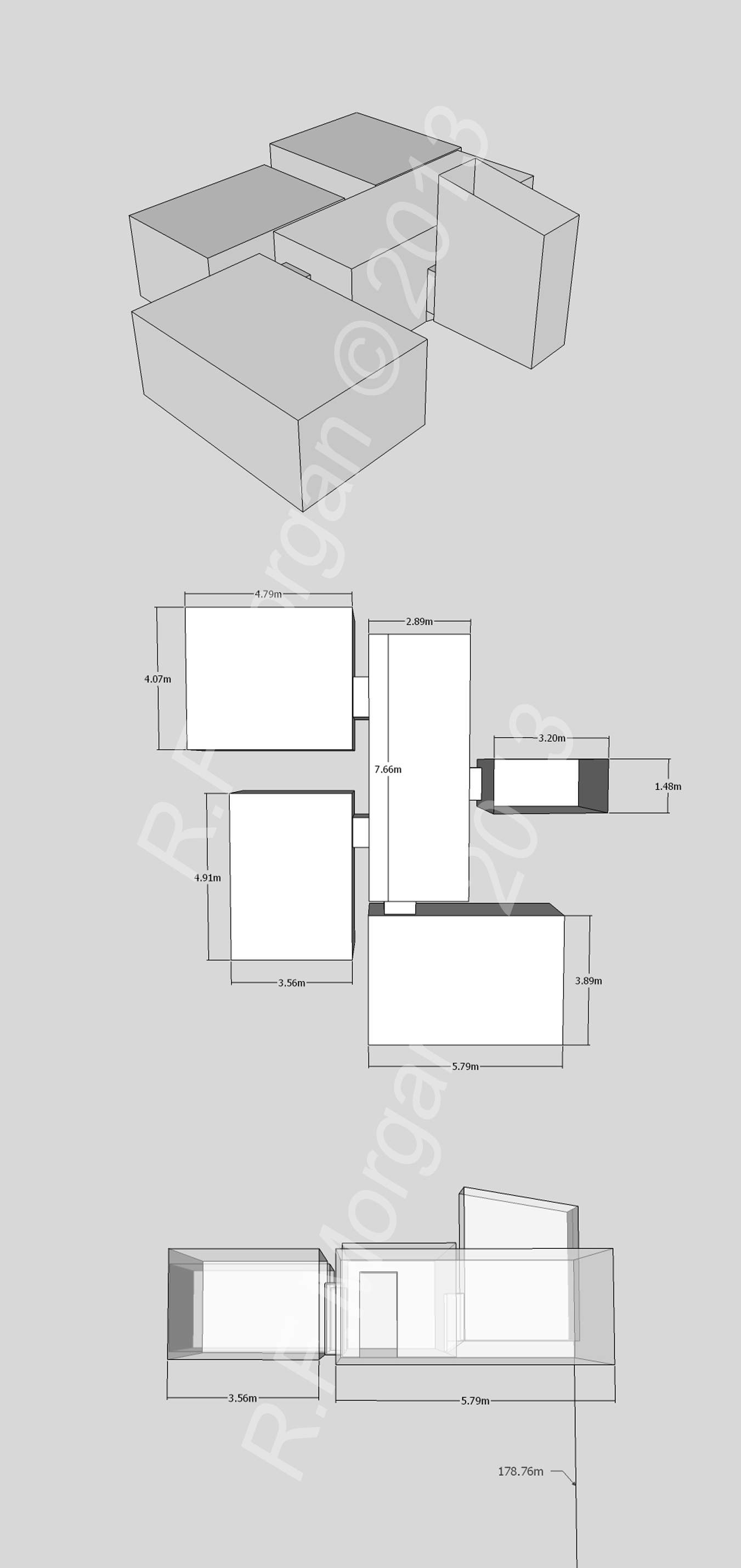
A sír izometrikus képe, alaprajza és oldalnézeti metszete egy 3D-modell alapján

A Királyok völgye 27 (KV27) egy egyiptomi sír a Királyok völgye keleti völgyében, a fő vádi délkeleti ágában. Tulajdonosa ismeretlen; nem királyi sírnak épült.
A sír egyenes tengelyű, hossza 20,78 m, területe 91,87 m². Alaprajza szokatlan. Egy négyszögletes bejárati aknából négyszögletes, hosszúkás, az aknára merőleges tengelyű kamra nyílik. Ebből a kamrából a szemközti falon két, balra pedig egy oldalkamra nyílik. A sír díszítetlen, és a belőle előkerült tárgyak sem datálhatóak teljes bizonyossággal, így nem tudni pontosan, mikori sír. A KV20 és KV43 sírokhoz való közelsége, valamint építészeti jellegzetességei alapján a XVIII. dinasztia idejére datálható. Az egyik oldalkamrából IV. Thotmesz vagy III. Amenhotep korabeli kerámiák kerültek elő.
Eugène Lefébure röviden leírta, John Gardner Wilkinson pedig feltérképezte, de dokumentált feltárása csak 1990-ben kezdődött meg Donald P. Ryan vezetése alatt. A sírt ellepő törmeléket legalább hét különböző árvíz sodorta be.
A bejárati akna elé alacsony falat emeltek, hogy védjék a sírt a további áradásoktól.

## Külső hivatkozások
- Theban Mapping Project: KV27